# 橋本和子
橋本 和子（はしもと かずこ、1982年8月9日 - ）は、大阪府出身の元バスケットボール選手である。ポジションはガード。

## 来歴
小学校でバスケを始め、吹田第五中、大阪薫英女学院高校を経て大阪薫英女子短大に進学。
2004年、三菱電機に入社。
2012年、ロンドンオリンピック世界最終予選の日本代表候補に選出される。
2015年引退。

## 経歴
- 大阪薫英女学院高 - 大阪薫英女子短大 - 三菱電機（2004年〜2015年）

## 日本代表歴
- 第22回ユニバーシアード